# Arondismente municipale în Franța
Un Arondisment municipal (franceză arrondissement municipal, pronunțat /aʀɔ̃dismɑ̃ mynisipal/), este un nivel de subdiviziune administrativă din Franța inferior nivelului comunelor. Astfel poate fi considerat ca cel mai de jos nivel al diviziunii administrative franceze. Totuși, arondismentele municipale există doar în cele mai populate trei comune franceze: Paris, Lyon și Marsilia; astfel, arondismentele sunt considerate ca un caz special de diviziune administrativă.
Arondismentele municipale nu trebuie confundate cu arondismentele, care sunt un nivel de diviziuni administrative franceze inferioare nivelului departamentelor dar superioare nivelului comunelor.